# Karin Torneklint
Karin Torneklint, född Johansson 3 juni 1967, är en svensk före detta friidrottare (häcklöpare). Hon tävlade för Falu IK. Under flera år var hon tränare för Jenny och Susanna Kallur samt innebandyklubben IBF Falun. Mars 2013 tillträdde Torneklint som förbundskapten för det svenska friidrottslandslaget. Hon förde Sverige till sex segrar (av sju) i Finnkampen i både herr- och damkampen bland seniorerna.
Torneklint är sedan 1 december 2021anställd som sportchef på Svenska Bandyförbundet. Hon jobbar i huvudsak med elitidrottsutveckling och organisation kring landslagen, men även med högre utbildningsfrågor. Tjänsten är på halvtid.

Torneklint är civilekonom som arbetat bland annat på länsstyrelsen i Dalarnas län med glesbygdsstöd, varit projektledare för Ung företagsamhet, arbetat på Företagarna som utbildningsansvarig inom lärlingsutbildning och yrkesutbildning, varit regionchef på Företagarna samt varit egenföretagare. Sedan 2021 är Torneklint sportchef på Svenska Bandyförbundet.

## Karin Torneklint kastas i vattengraven
Efter dubbelsegern i både dam- och herrklassen i Finnkampen på Stockholms stadion i augusti 2019 kastades förbundskaptenen på sedvanligt vis i vattengraven under deltagarnas jubel.

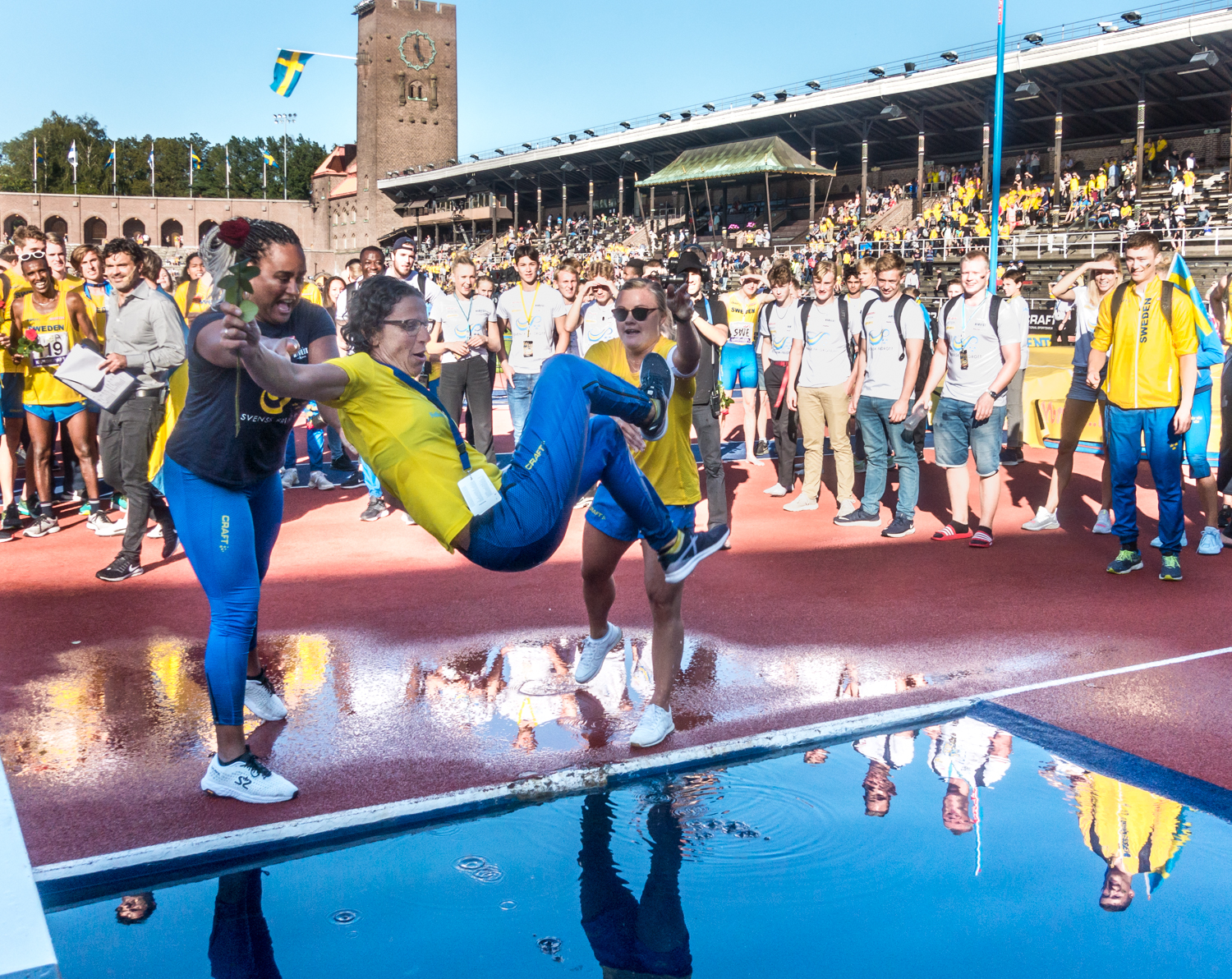
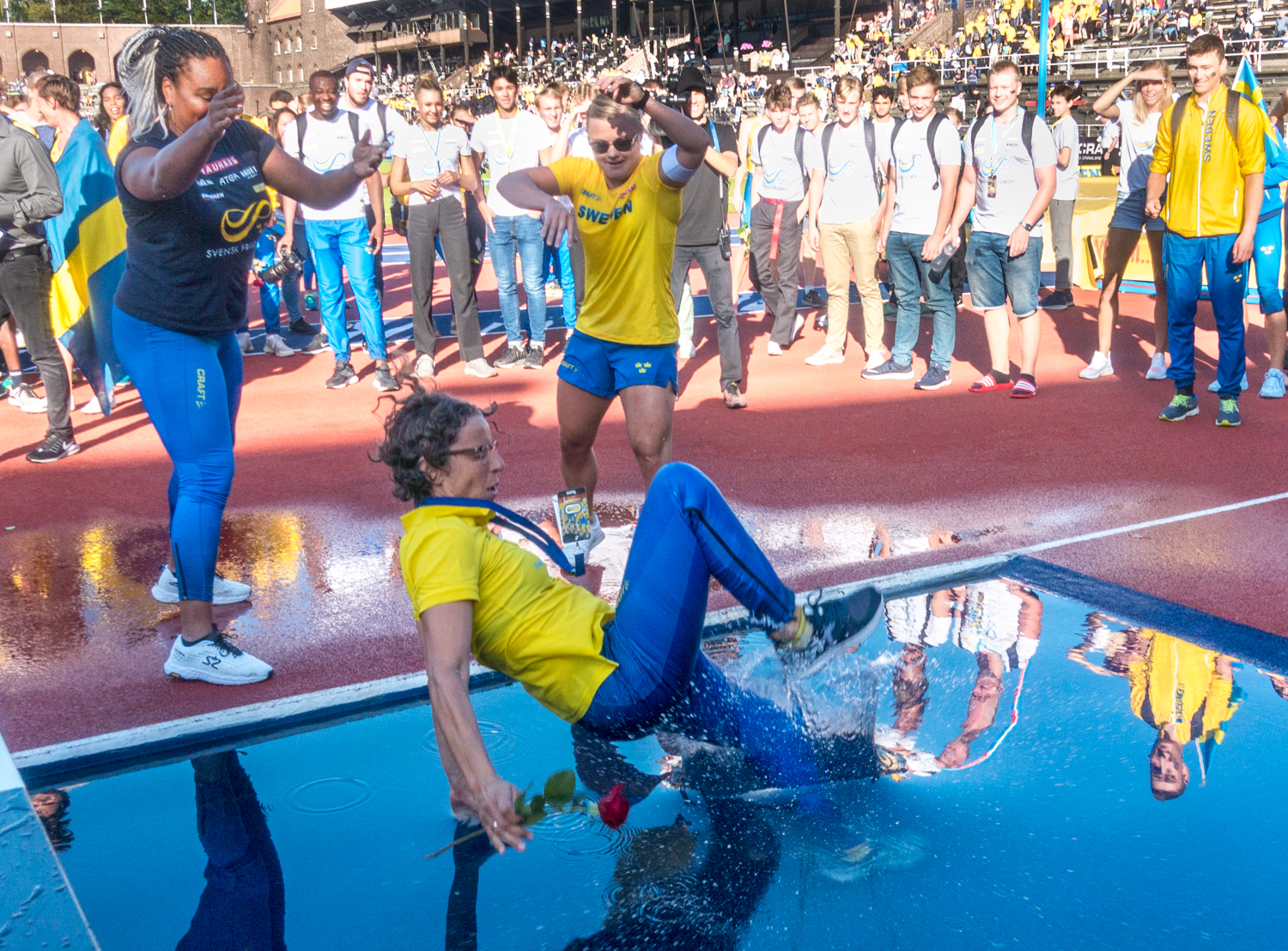
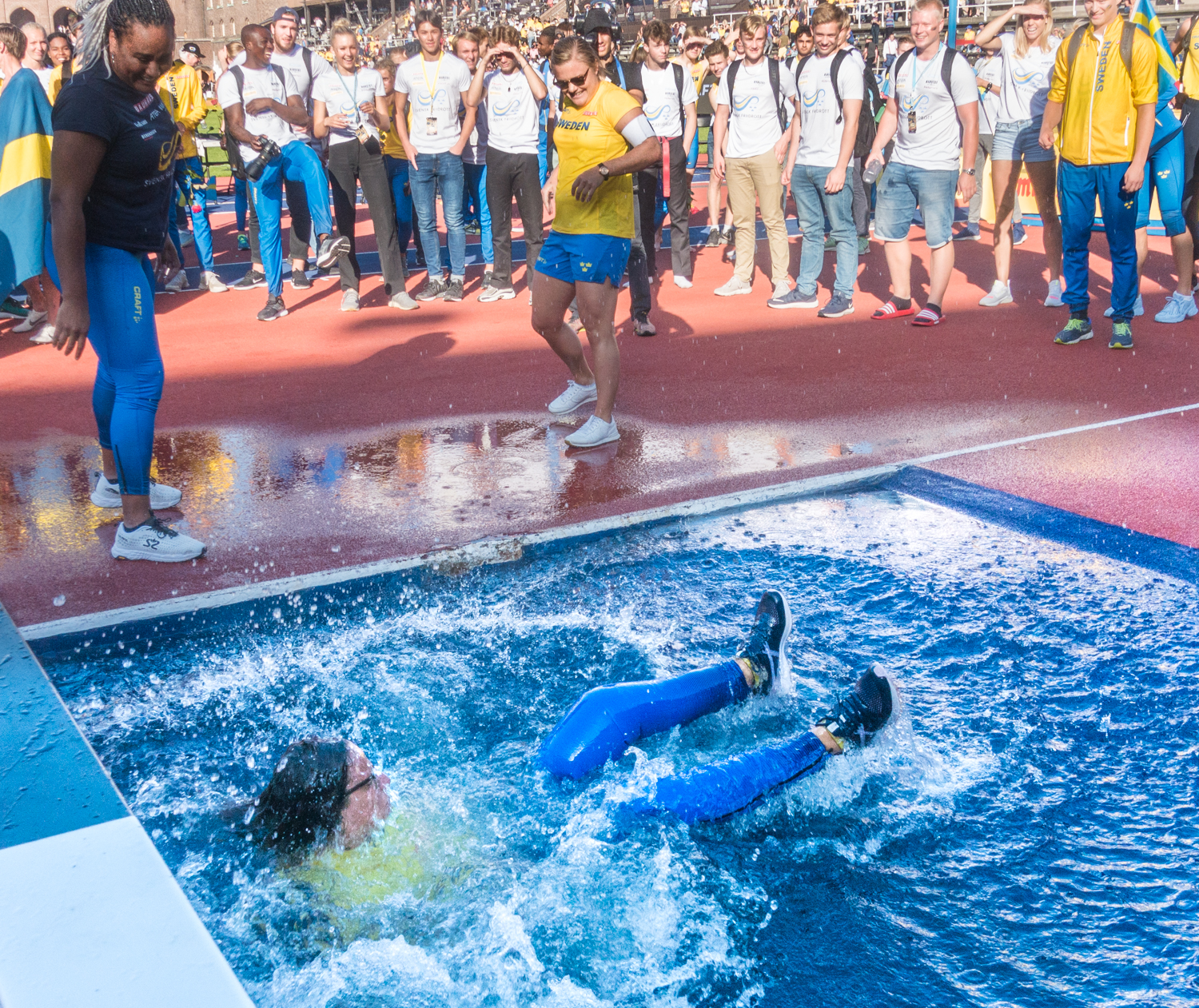
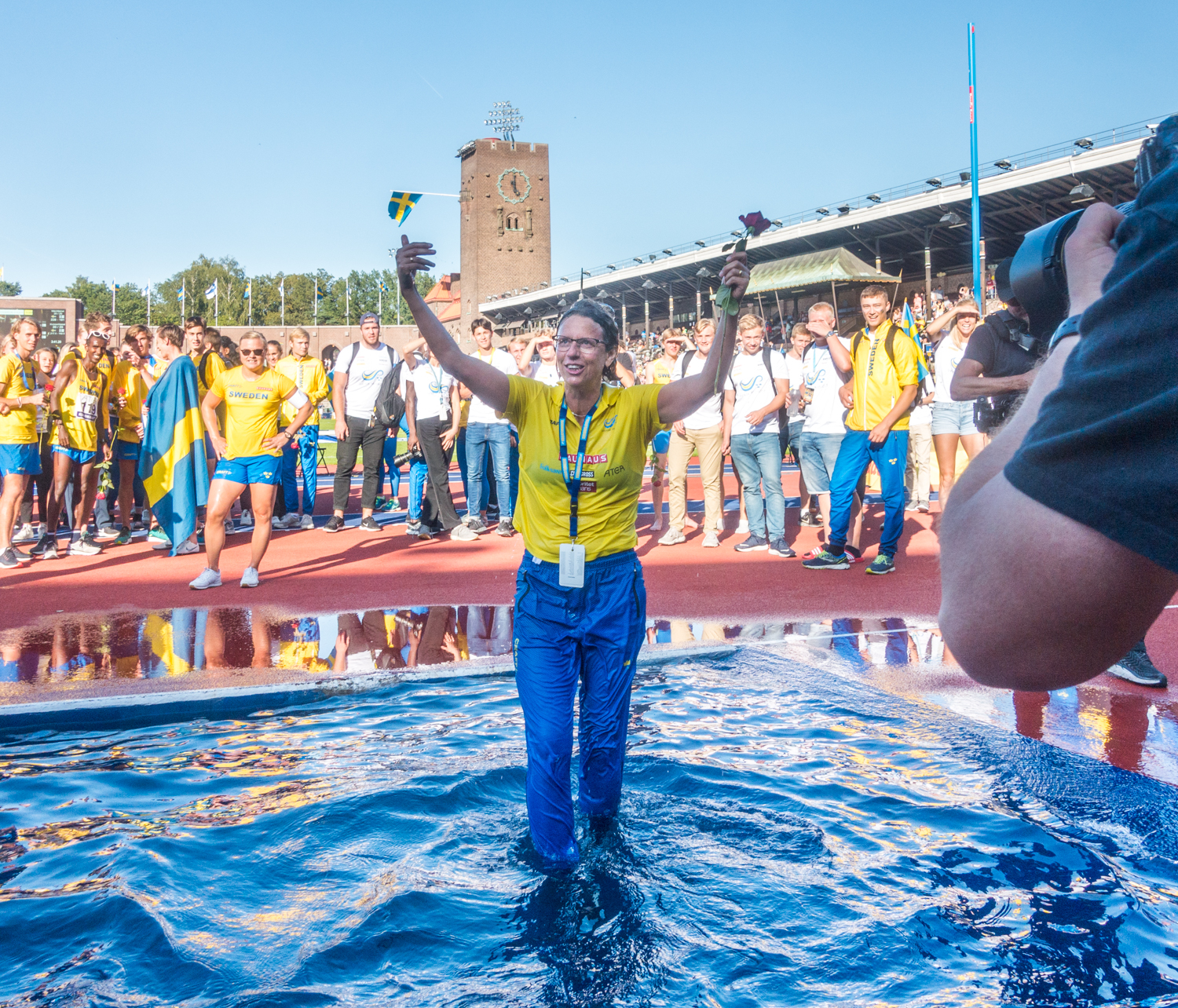